# Phân loại theo ngoại hình
Phân loại theo ngoại hình là cố gắng để phân loại các sinh vật dựa vào sự tương đồng tổng thể, chủ yếu là các đặc điểm ngoại hình trong hình thái học hay các đặc điểm có thể quan sát được mà không quan tâm tới các quan hệ tiến hóa hay phát sinh loài. Nhược điểm lớn của phép phân loại này là có thể gây nhầm lẫn và phức tạp hóa sự phân loại khi nó gặp phải các tính trạng là kết quả của tiến hóa hội tụ hay tiến hoá song song.
Phân loại theo ngoại hình đã bị thay thế phần lớn bằng miêu tả theo nhánh học trong nghiên cứu về các mối quan hệ tiến hóa giữa các loài. Tuy nhiên, một vài phương pháp của nó, chẳng hạn như kết hợp cận lân, vẫn có chỗ đứng trong miêu tả theo nhánh, như là sự xấp xỉ hợp lý của phát sinh loài khi các phương pháp tiên tiến hơn (như suy luận Bayes) là quá tốn kém và phức tạp về mặt tính toán.
Các kỹ thuật của phân loại theo ngoại hình, bao gồm các dạng của tạo cụm và sắp xếp. Chúng là các cách thức tinh vi để rút gọn (giảm bớt) sự biến đổi đa dạng của sinh vật đến mức có thể quản lý được. Trong thực tiễn, nó có nghĩa là việc đo đạc hàng chục các tham biến và sau đó trình bày chúng như là các đồ thị 2 hay 3 chiều. Phần lớn thách thức kỹ thuật trong phân loại theo ngoại hình tập trung xung quanh việc cân bằng giữa việc mất mát thông tin trong các phép rút gọn với việc dễ dàng diễn giải các đồ thị là kết quả của việc rút gọn đó.